# Mediu de lucru
În domeniul informaticii, un spațiu de lucru sau mediu desktop (engleză: desktop environment) este un pachet de aplicații software (set de programe dedicate) care permite gestionarea spațiului de lucru, și configurarea sistemului de operare,  printr-o interfață grafică. 
Majoritatea interfețelor grafice ale mediilor desktop sunt constituite din unelte și utilitare precum  manager de ferestre, meniuri, manager de fișiere, pictograme, bare de instrumente, meniuri, foldere, imagini de fundal, integrarea aplicațiilor cu abilități precum drag and drop etc., care oferă posibilități de utilizare rapidă și eficientă a sistemului de operare. 
Cu timpul, spațiul de lucru a suferit transformări profunde, fie în ceea ce privește design-ul, fie utilitatea. Au fost adăugate funcții noi, utilitare și aplicații, accelerare video și noi tehnologii. 
Majoritatea sistemelor de operare au un spațiu de lucru încorporat. Cu sistemul de ferestre X Windows al sistemelor de operare Unix/Linux, sunt disponibile chiar mai multe spații de lucru. În general, fiecare spațiu de lucru se distinge prin aspectul și comportamentul său particular.
Termenul de desktop a apărut în calculatorul Xerox Star, conceput în anul 1981. Ideea care a stat la bază, este aceea că utilizarea unui computer este similară cu cea a biroului (analogie cu un birou). 

## Caracteristici
Spațiile de lucru ale sistemelor de operare Microsoft Windows și MacOS, nu permit utilizatorului să modifice sau să schimbe complet mediul grafic, deoarece acestea sunt integrate în sistemul de operare. Se pot aduce în schimb modificări în aspectul elementelor principale ale interfeței, cum ar fi ferestrele, butoanele și pictogramele, precum și modificarea comportamentului acestora, prin teme și alte programe de personalizare.
În sistemele de operare bazate pe sistemul X Window (cum ar fi Linux), spațiul de lucru constă dintr-o componentă separată de sistemul de operare, care poate fi înlocuită independent de celelalte elemente. Astfel, sistemul poate prezenta interfețe diferite, menținând aceleași funcționalități și același software. 
În sistemele de operare Linux, spațiul de lucru constă dintr-un manager de ferestre, teme personalizabile, programe și biblioteci care gestionează spațiul de lucru. Toate aceste module tind să fie interschimbabile, modificabile și chiar configurabile individual, pentru a obține combinația dorită.

## Istoric

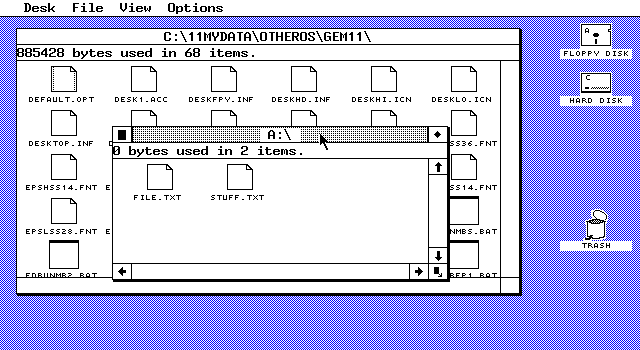
GEM 1.1 Desktop

- 1970: Metafora desktop a fost introdusă de Alan Kay de la Xerox Palo Alto Research Center (PARC). Ideea a fost de a oferi o interfață grafică bazată pe icoane vizibile pe ecran, în conformitate cu principiul WYSIWYG. Majoritatea interfețelor grafice cu scop general sunt derivate din acest sistem. Primul computer la care s-a aplicat conceptul, a fost Xerox Alto în 1973, în mediul desktop GEM (Graphics Environment Manager) al companiei Digital Research. Primul calculator disponibil comercial folosind un spațiu de lucru a fost Xerox Star, în anul 1981.

- 1983: Microsoft a anunțat lansarea Window System X, denumit mai târziu Windows, un mediu desktop pentru computerele compatibile PC și sistemul de operare MS-DOS în 1985. În același an, Apple introduce Lisa, cu un set nou de caracteristici care includea multitasking, navigarea cu fișiere grafice, documente staționare și altele, împreună cu o aplicație grafică atrăgătoare și  ușor de învățat.

- 1985: Commodore International a lansat primul computer Amiga, care rulează mediul desktop Workbench. Acest sistem avansat a inclus o interfață grafică impresionantă, și de asemenea, multitasking, și icoane de fișiere care puteau fi de diferite dimensiuni.

- 1986: Berkeley Softworks a lansat GEOS (Graphic Environment Operating System) pentru Commodore 64.

- 1987: Acorn Computers introduce Arthur (mai târziu cunoscut sub numele de RISC OS), un sistem de operare pentru linia de computere Archimedes. Cele mai notabile caracteristici au fost introducerea barei de icoane, o colecție de icoane care reprezentau diferite aspecte ale sistemului, inclusiv rularea aplicațiilor și tehnica de anti-aliasing a fonturilor.

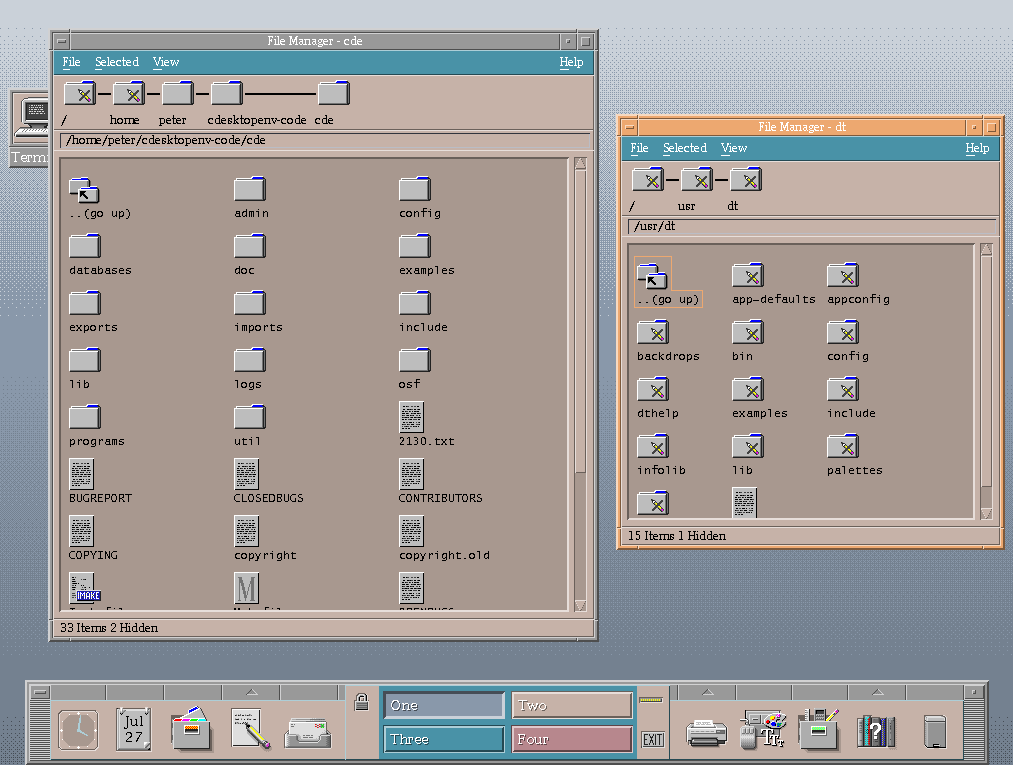
CDE 2012

- 1993: Common Desktop Environment (CDE), un desktop modern și puternic a fost dezvoltat de consorțiul X/Open o companie mixtă  (Sun Microsystems , HP, IBM și Unix System Laboratories). Bazat pe X11, Motif, și Visual User Environment (VUE), acesta a inclus un panou desktop, desktop-uri virtuale, și ferestre dimensionabile. CDE a fost principalul mediu grafic pentru UNIX pe parcursul anilor 1990 și a devenit open source în 2012.

- 1995: Microsoft a lansat Windows 95.  Cele mai remarcabile schimbări ale interfeței de utilizator ale Windows 95, au fost adăugarea unei bare de activități și a unui lansator de aplicații bazat pe meniuri (cunoscut sub numele de butonul de pornire).

- 1997: A fost lansat mediul desktop Enlightenment, versiunea cunoscută sub numele de E16. Conținea numeroase caracteristici inovatoare cum ar fi posibilitatea de a grupa și a muta ferestrele împreună, reducerea fereastrei unei aplicații în desfășurare până la o pictogramă (care poate fi apoi mutată în interiorul unui desktop), schimbarea sau eliminarea în întregime a marginilor ferestrelor, capacitate extinsă a temelor precum și comenzi shell pentru interacțiune cu interfața grafică.

- 1998: Apare K Desktop Environment 1 un spațiu de lucru ușor de utilizat pentru sistemele UNIX/Linux, care a deschis seria de lansări ale KDE (K Desktop Environment).

- 1999: GNOME 1.0 a fost lansat de o echipă de dezvoltatori open source, ca răspuns la KDE. GNOME a continuat să evolueze și să perfecționeze, ajungînd unul din cele mai populare spații de lucru pentru sistemele Linux.

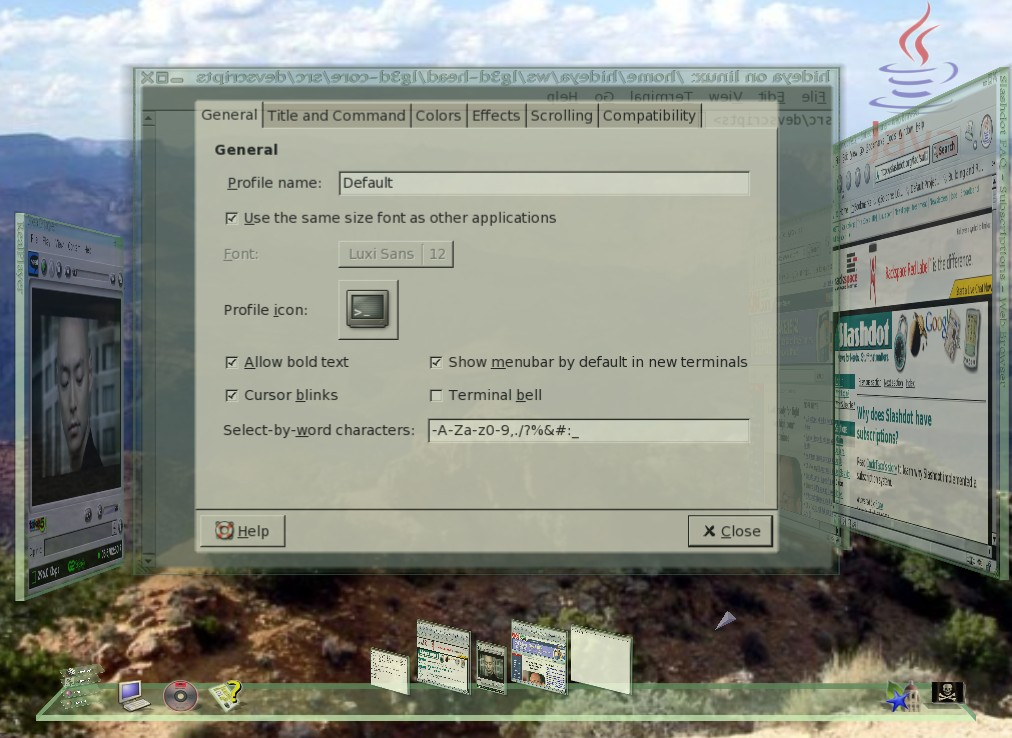
Fereastră reversibilă în Project Looking Glass

- 2003: Sun Microsystems lansează un mediu desktop experimental 3D numit Project Looking Glass. Disponibil pentru Linux, Windows și Solaris, a avut câteva caracteristici importante cum ar fi ferestre reversibile - posibilitatea de a roti o fereastră și  adăugarea de note, setări etc. pe spatele acesteia, prin controale suplimentare.

- 2008: echipa KDE a dezvoltat KDE Plasma, un spațiu de lucru unificat pentru rularea și gestionarea aplicațiilor pe diferite sisteme, cum ar fi calculatoare, netbook-uri, tablete sau smartphone-uri, conceput pe baza vechilor componente, mai personalizate, și de asemenea componentele scalabile și rotative, datorită utilizării graficii vectoriale.

- 2010: Echipa din spatele distribuției Ubuntu Linux a creat un lansator de aplicații pentru netbook-uri și ecran tactil numit Unity. Acesta a constat într-o listă verticală de categorii de aplicații. De asemenea a apărut o versiune îmbunătățită a interfeței Unity ca implicită pentru Ubuntu.

- 2011: Lansarea inițială a GNOME Shell, o reproiectare completă a GNOME versiunea 3.0. GNOME Shell a înlocuit panoul GNOME și unele componente auxiliare din GNOME 2. De asemenea, lansatorul de aplicații GNOME Shell are elemente comune cu grilele de aplicații ale Unity din Ubuntu cu posibilități de căutare. [2] [3]

## Principalele spații de lucru
Spațiul de lucru este utilizat de majoritatea sistemelor moderne de operare atât în software-ul proprietar (Microsoft - Windows, Macintosh - Classic și Cocoa), cât și în software-ul open source utilizat în distribuții Linux, BSD, Solaris.

### Pentru sistemul de operare Linux
Pentru sistemul de operare Linux există un număr mare de spații de lucru din care utilizatorul poate alege.
- Spații de lucru bazate pe GTK +

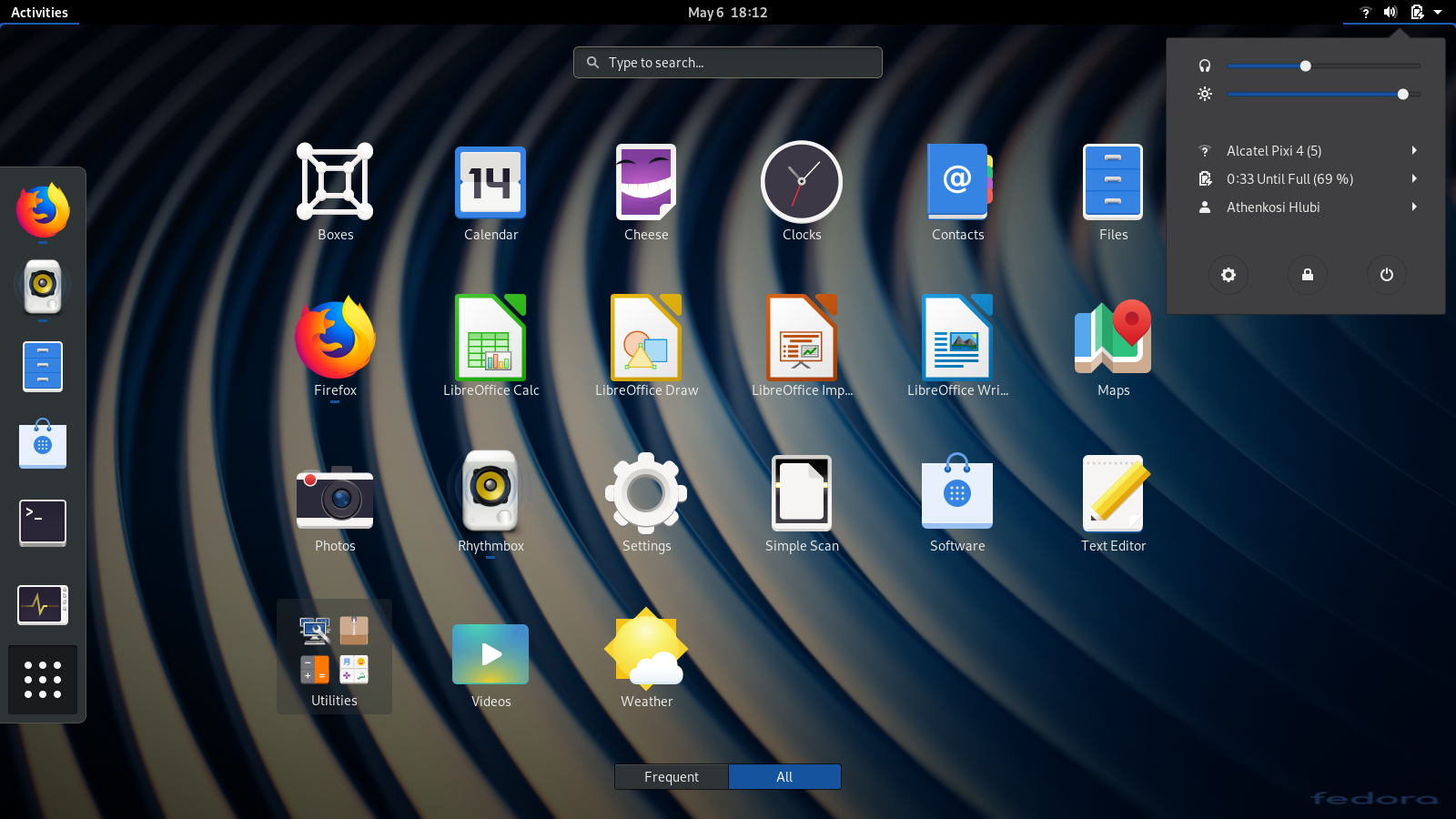
GNOME 3.32
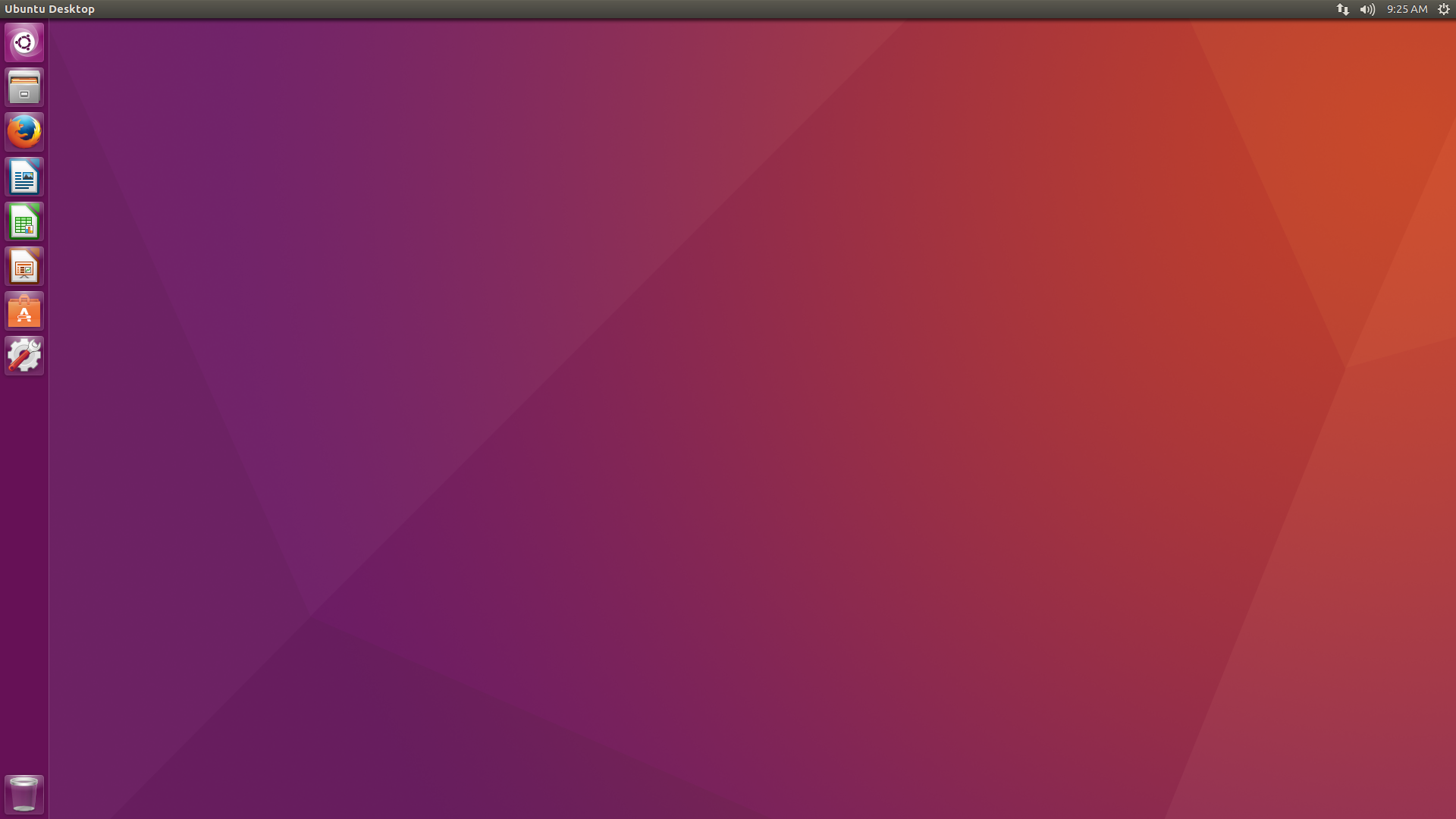
Unity
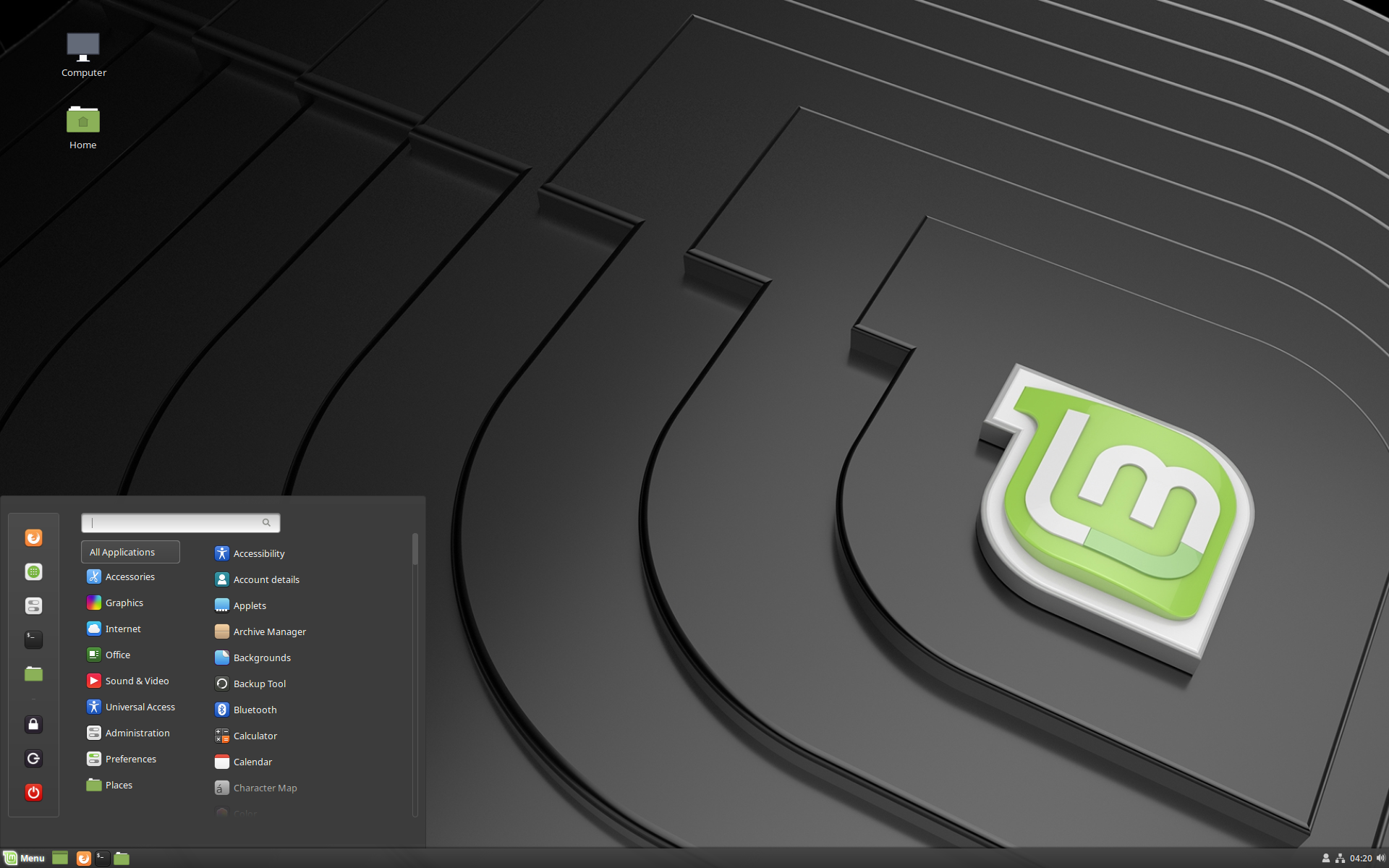
Cinnamon
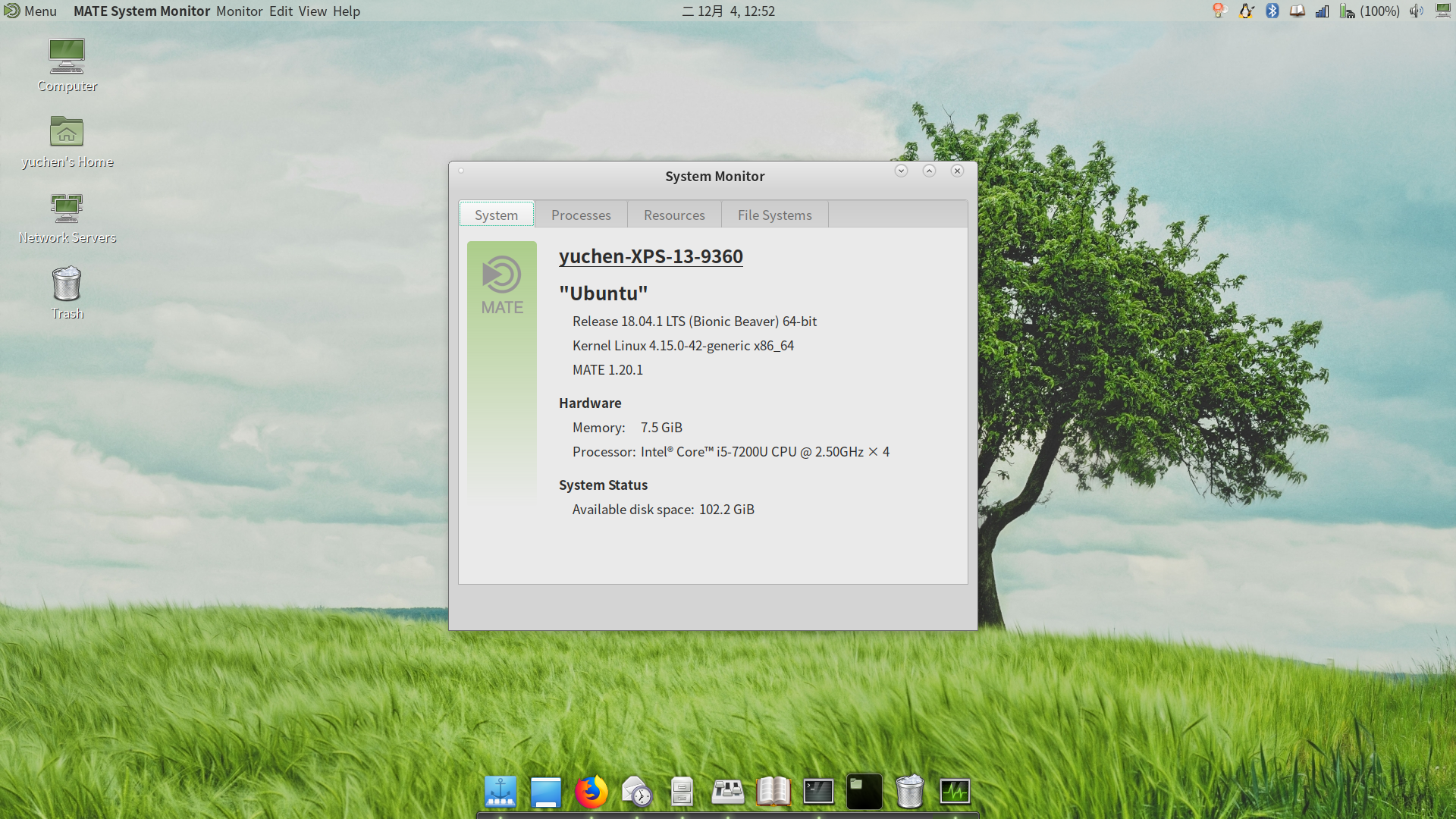
MATE 1.20
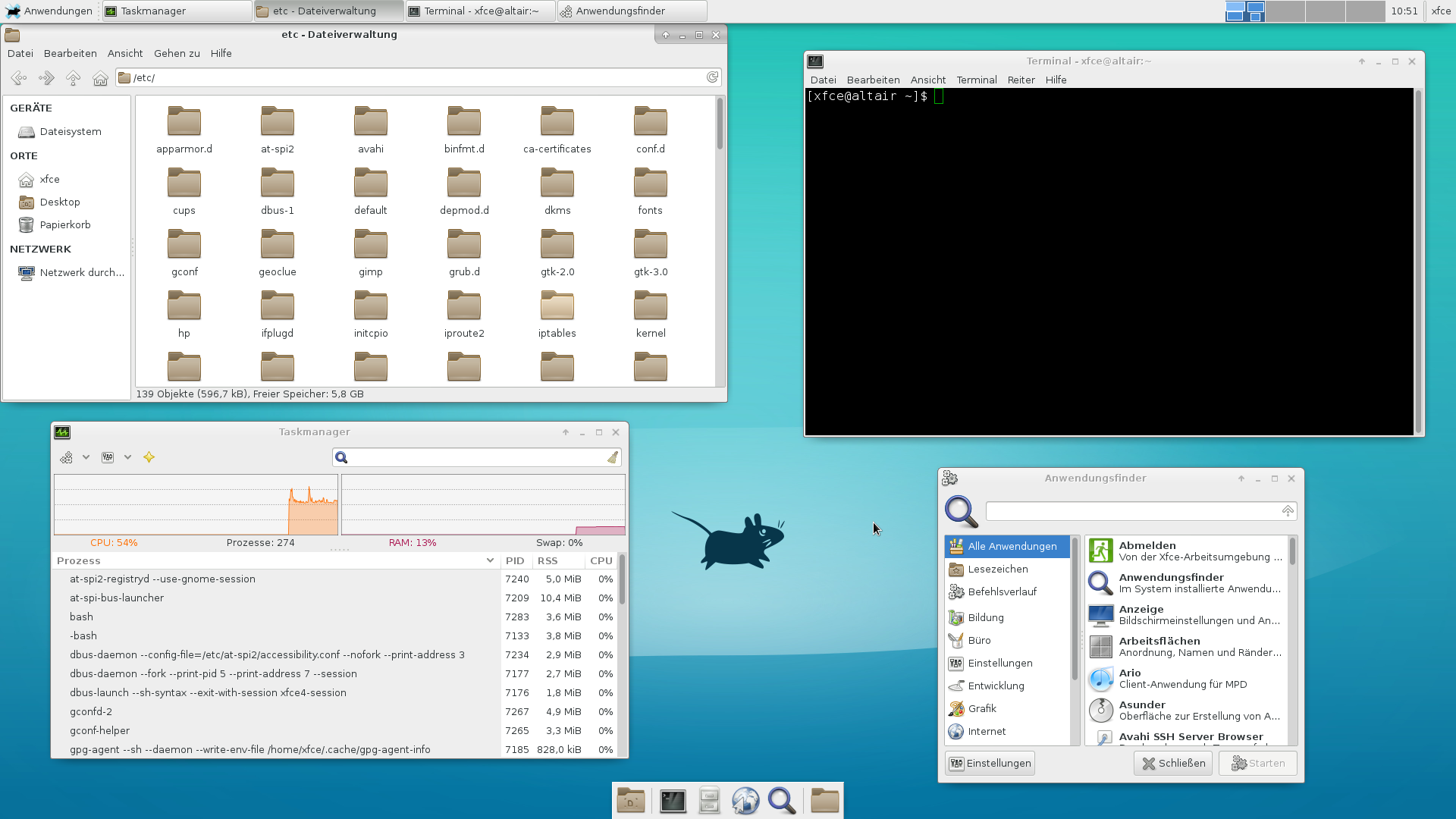
Xfce 4.12
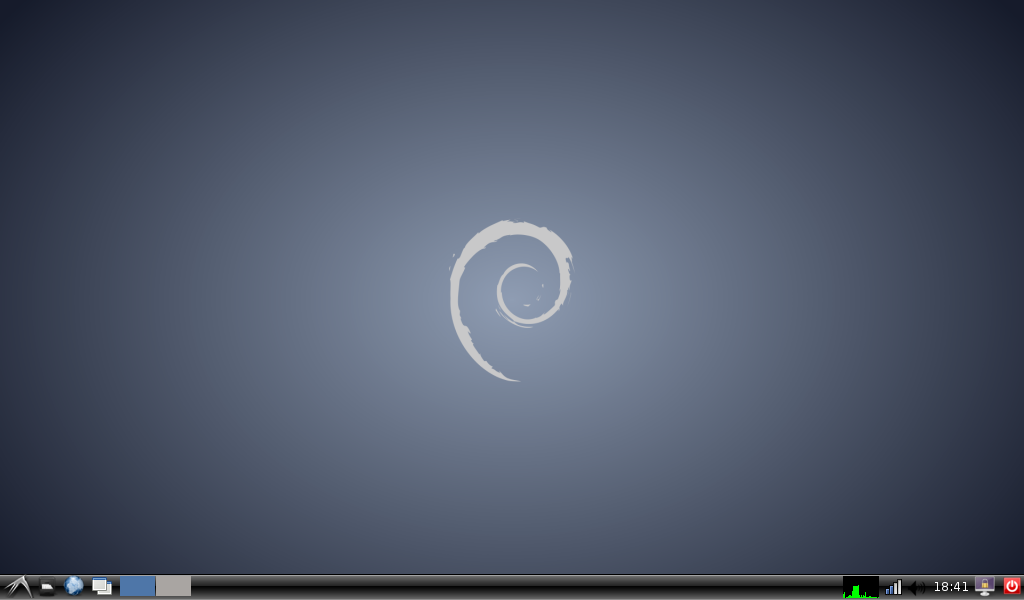
LXDE pe Debian.
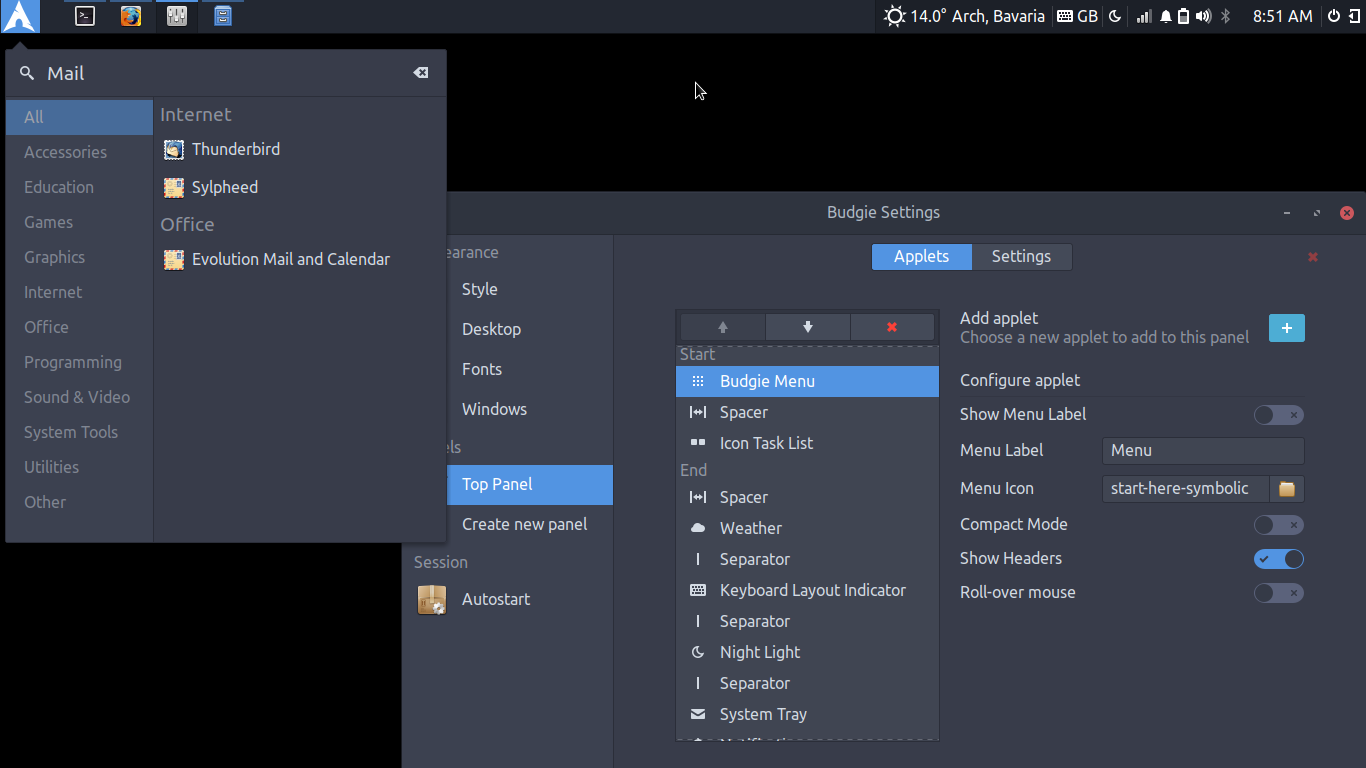
Budgie
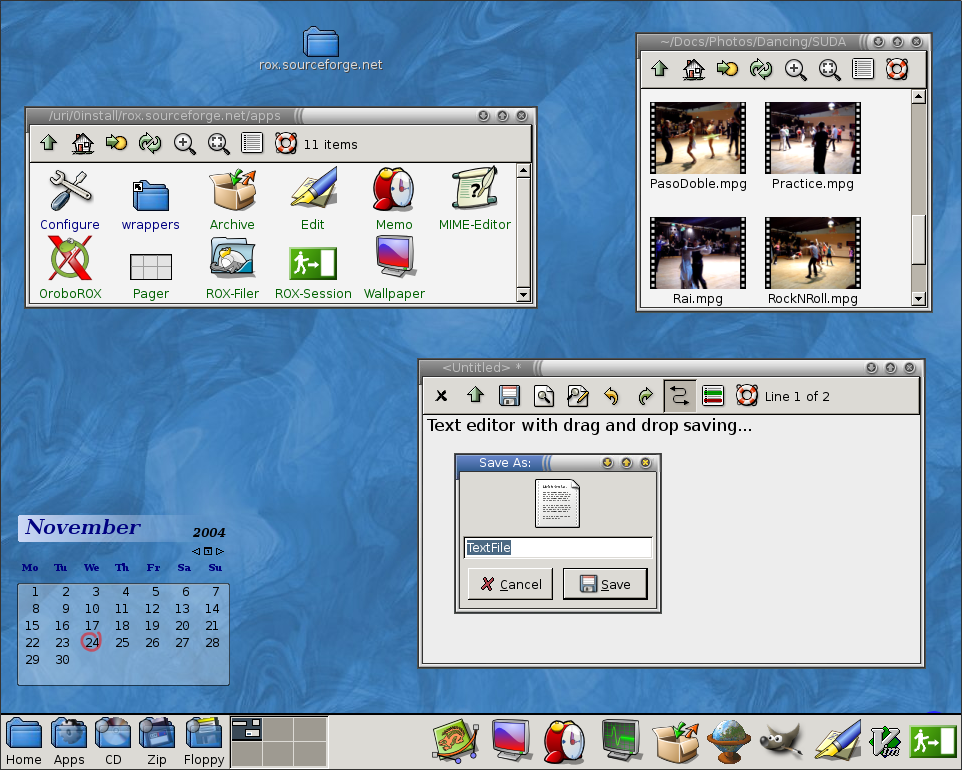
ROX desktop
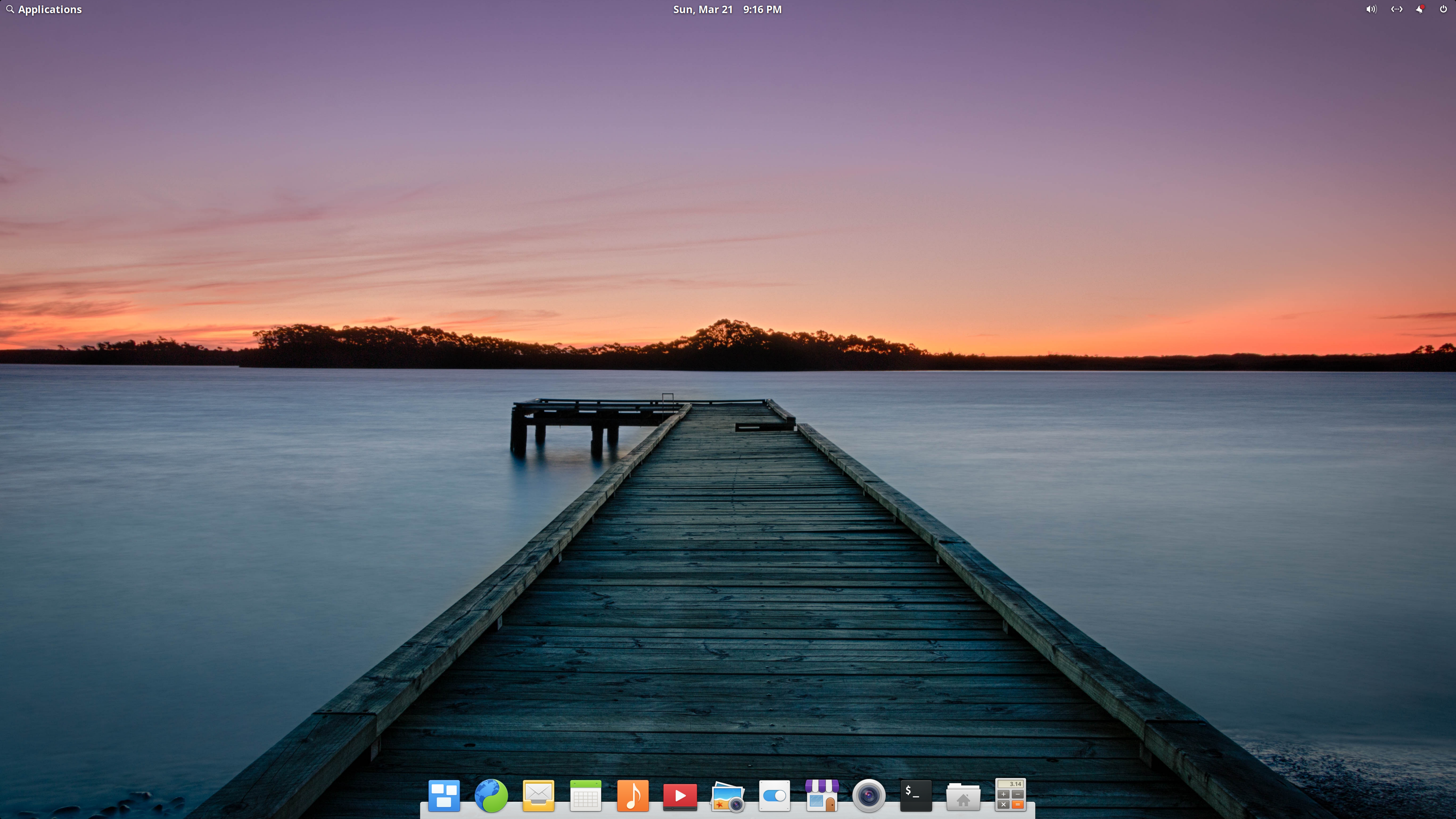
Pantheon în elementary OS 5.1.7 Hera

- Spații de lucru bazate pe Qt

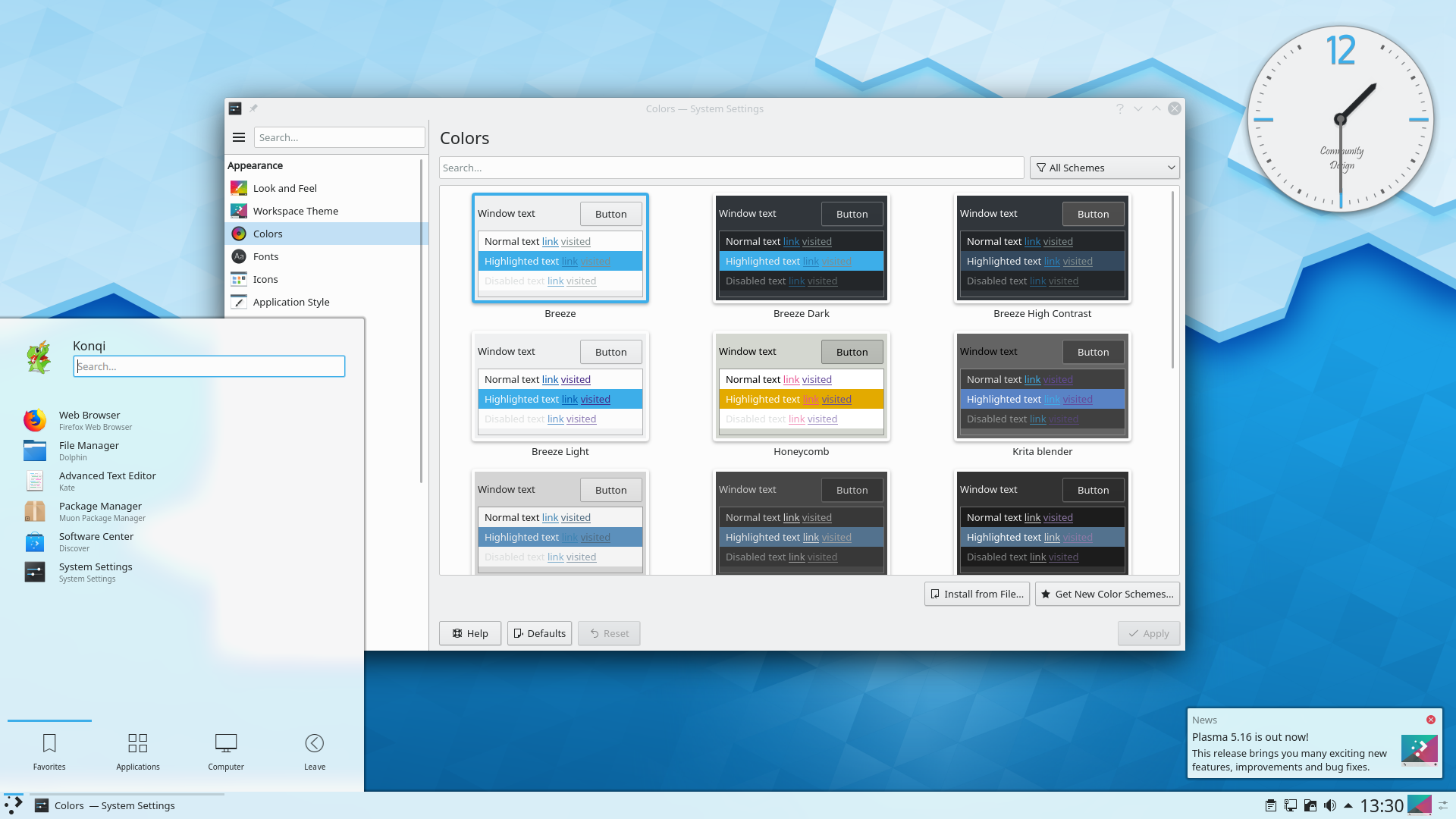
KDE Plasma 5.16
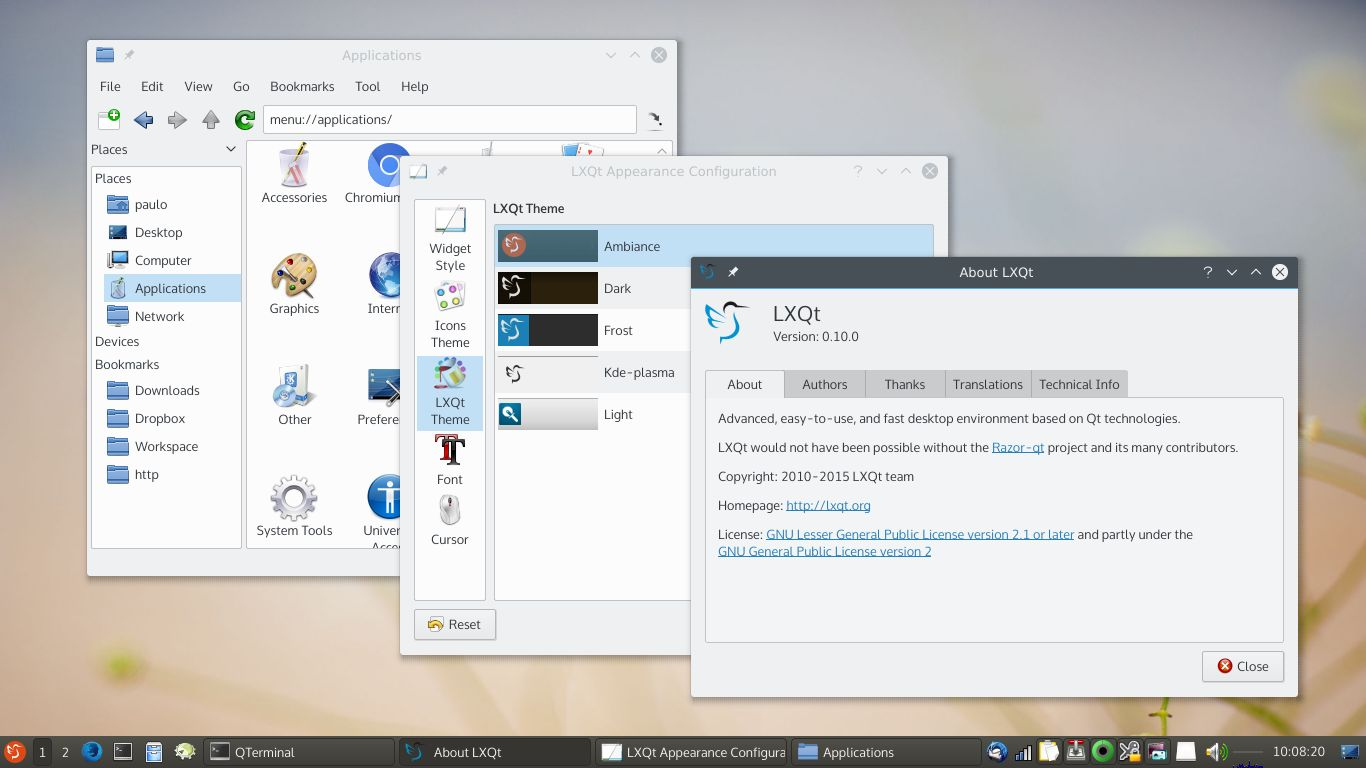
LXQt
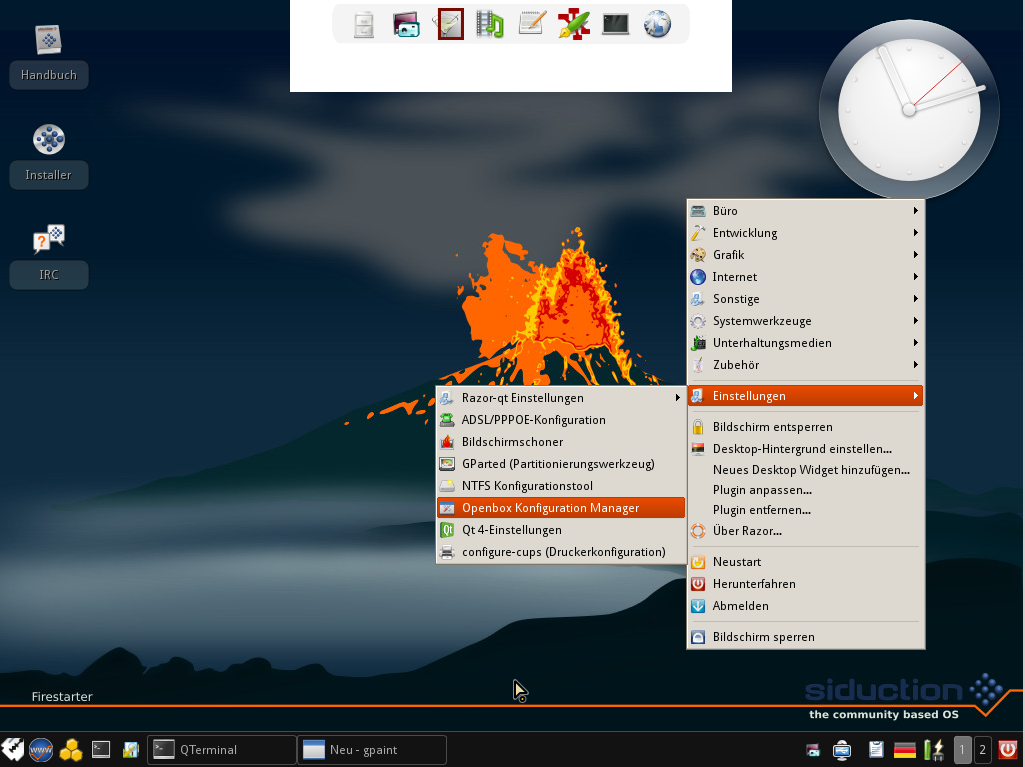
Razor-qt
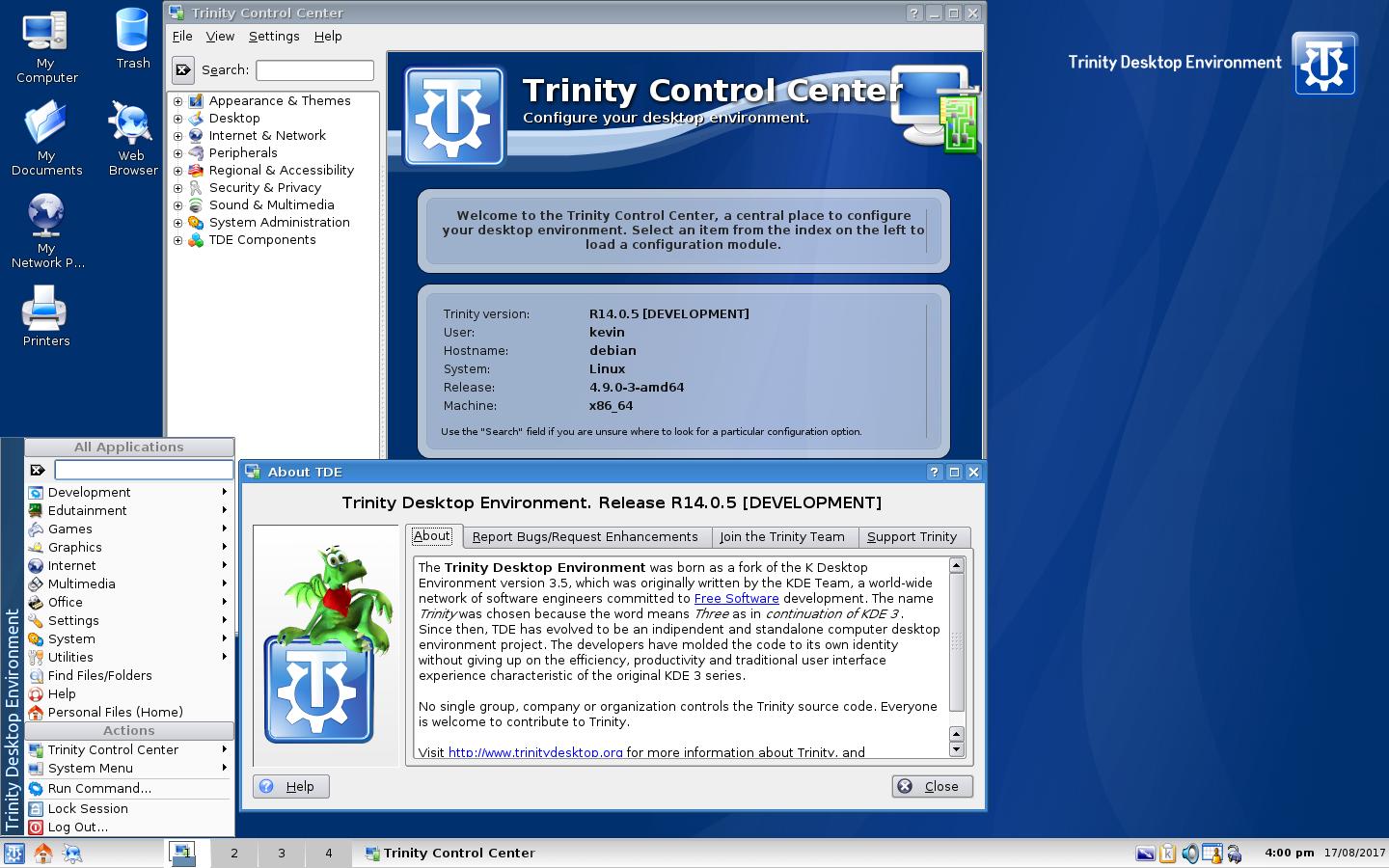
Trinity Desktop Environment (TDE) 3.5.12
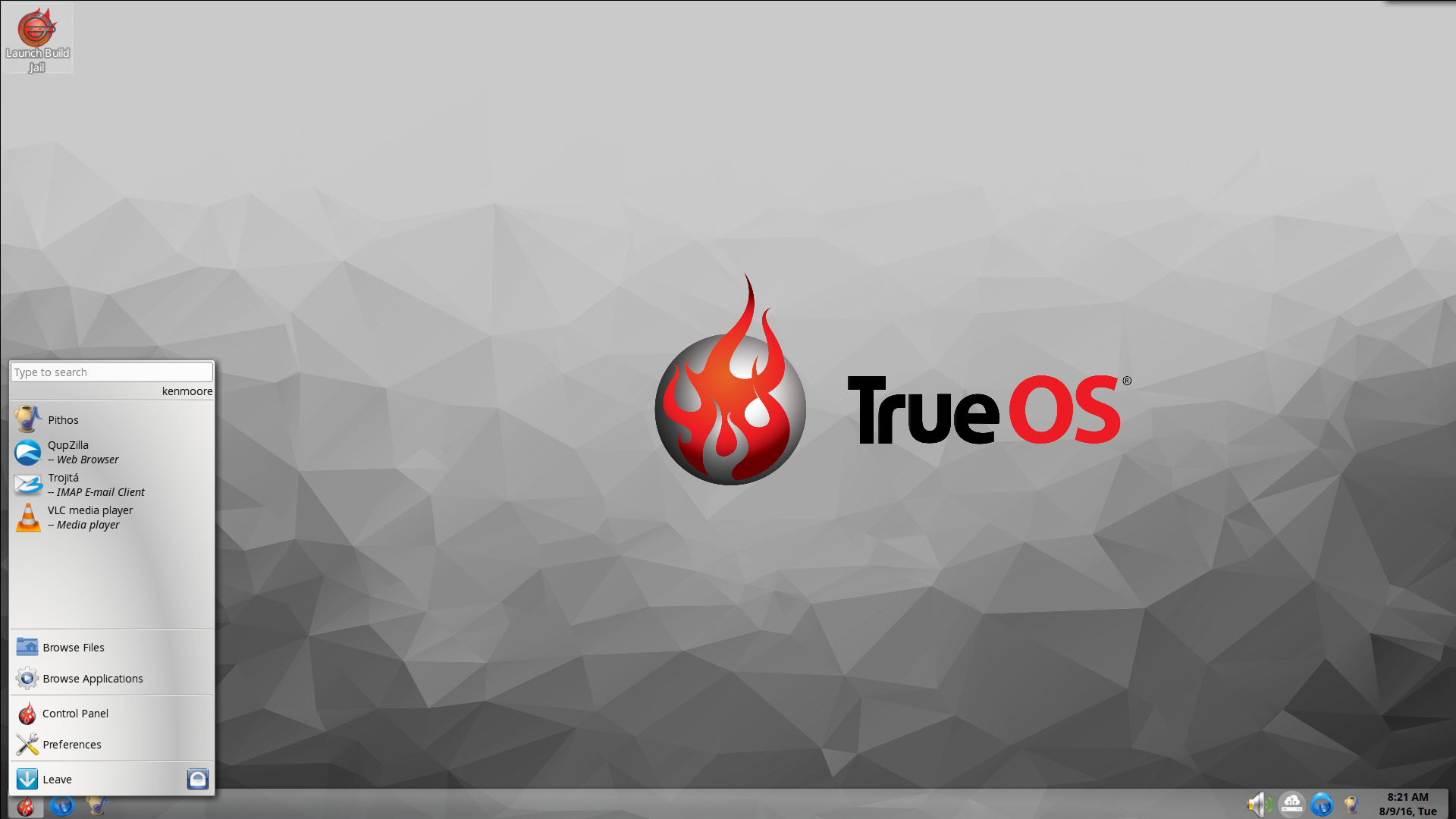
Lumina 1.0.0

- Alte spații de lucru

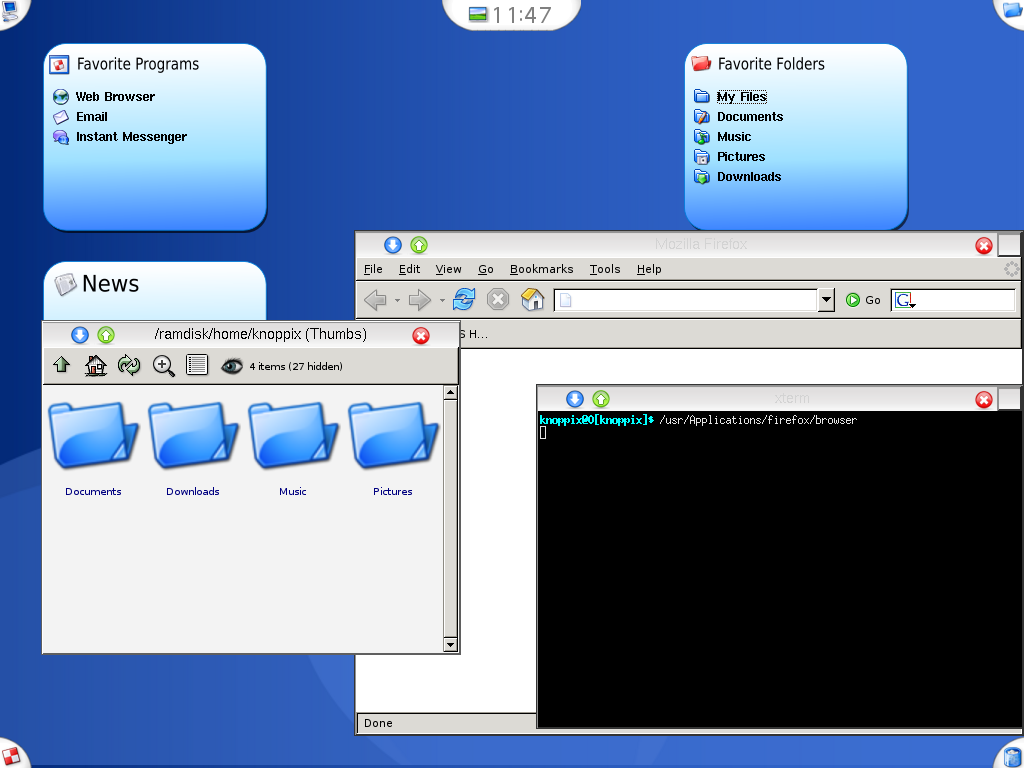
Mezzo
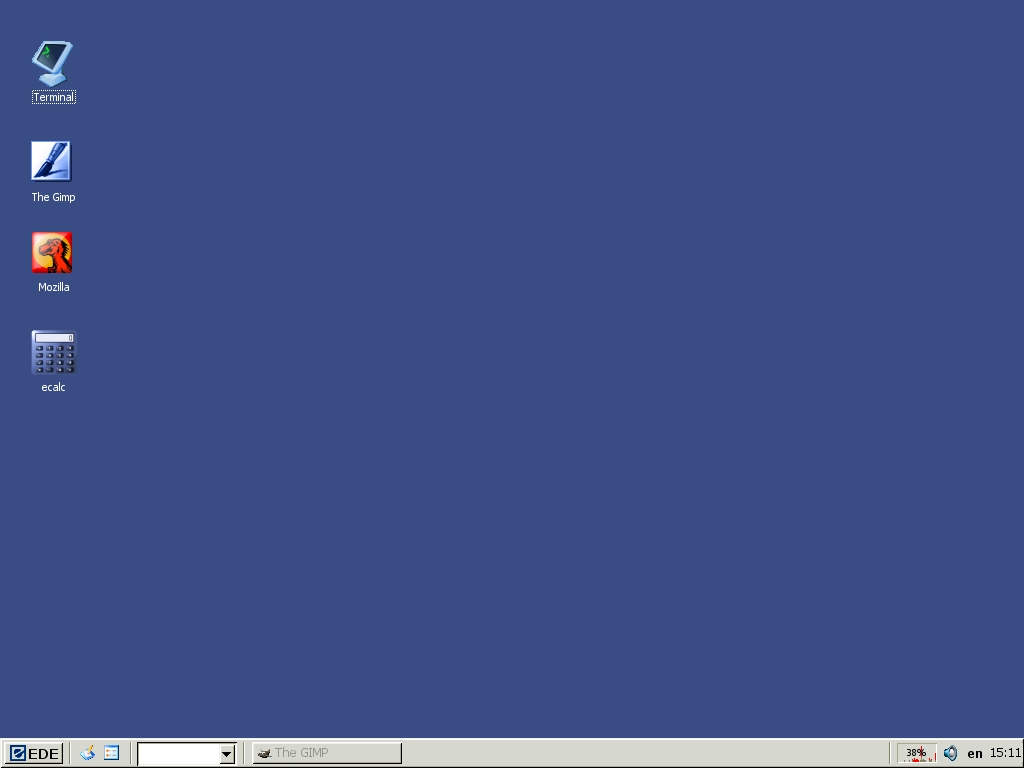
Equinox Desktop Environment (EDE)
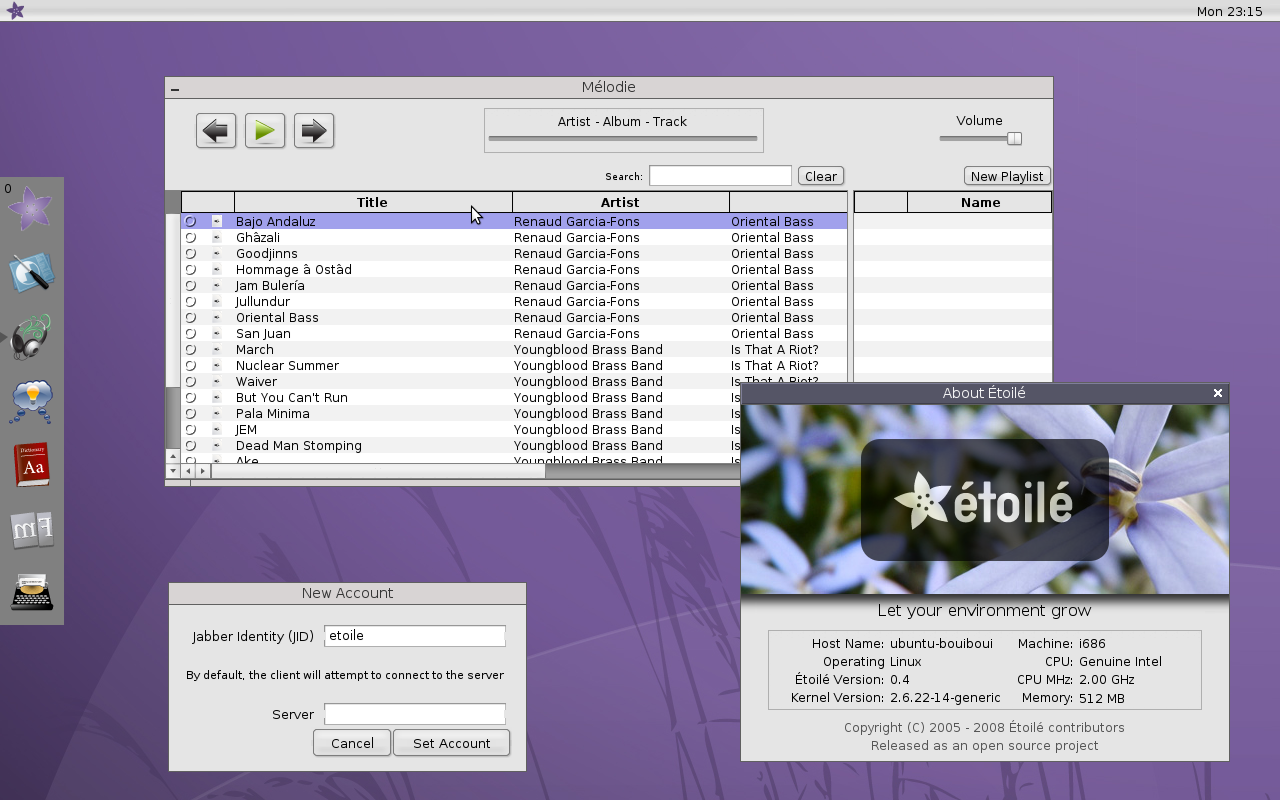
Étoilé
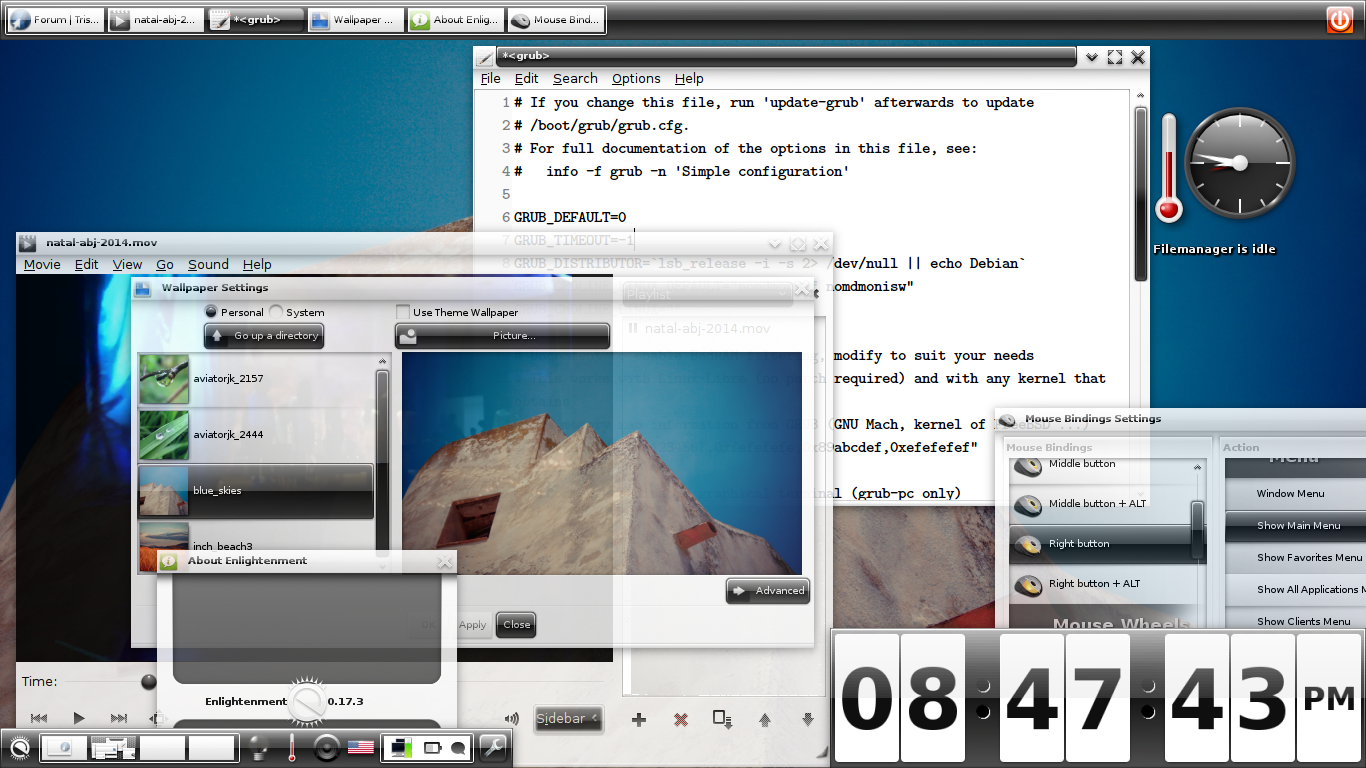
Enlightenment E17

- Vechi spații de lucru

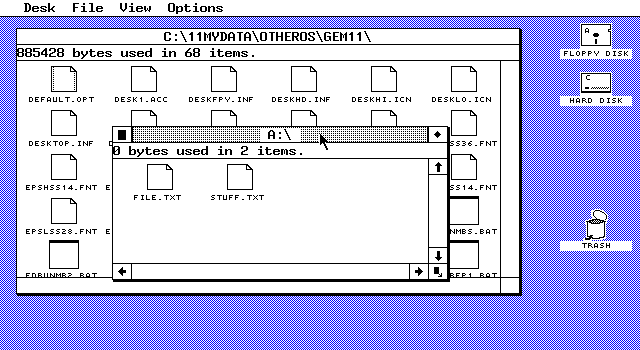
GEM - 1986
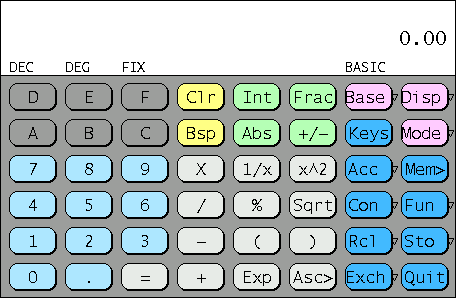
OpenLook - 1988-1993
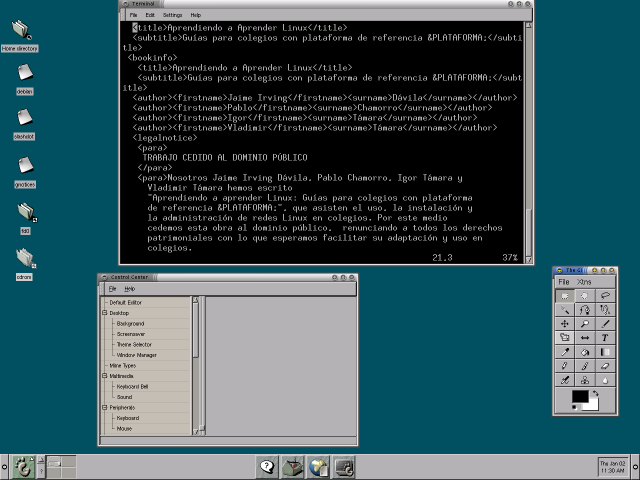
GNOME 1.0
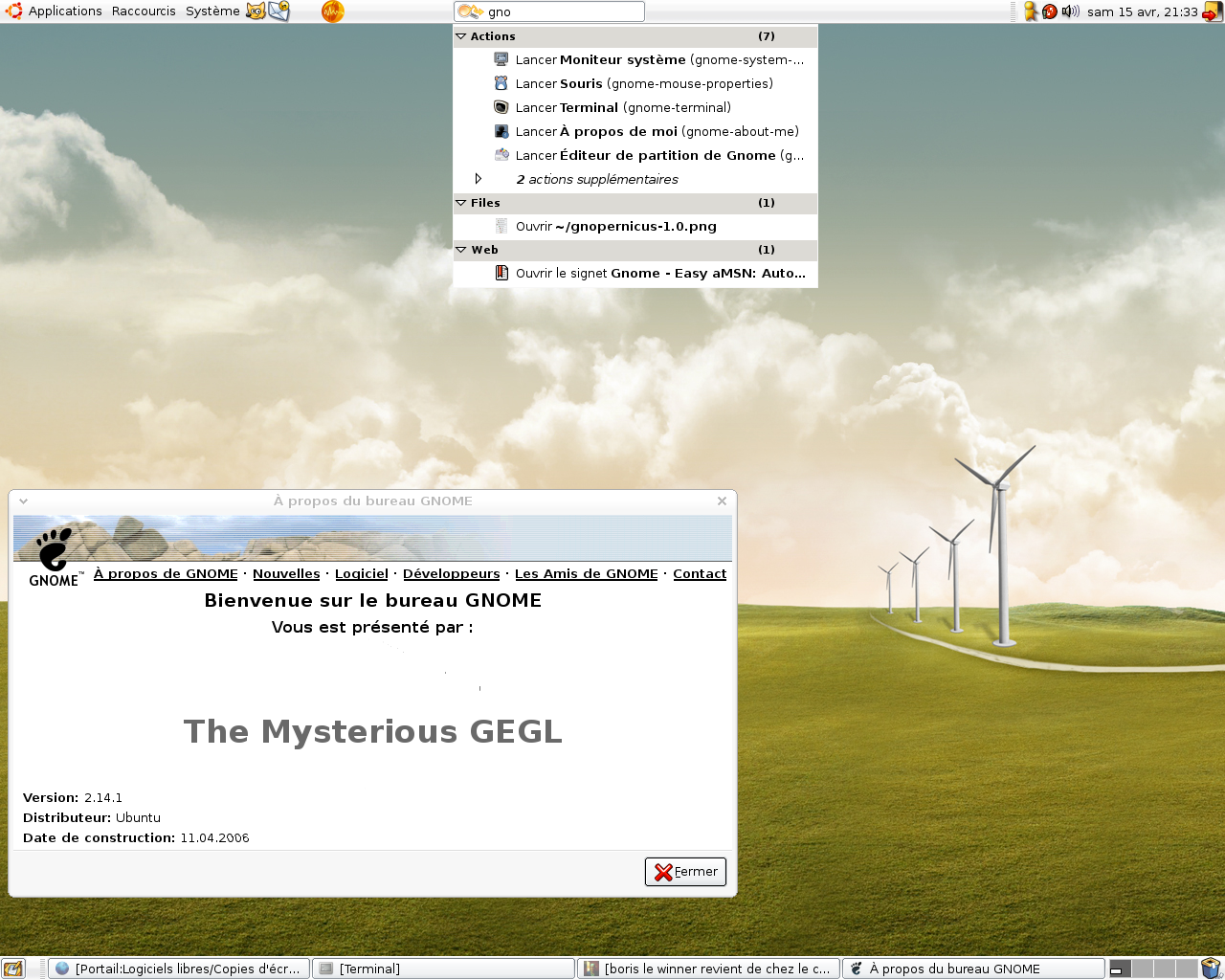
GNOME 2
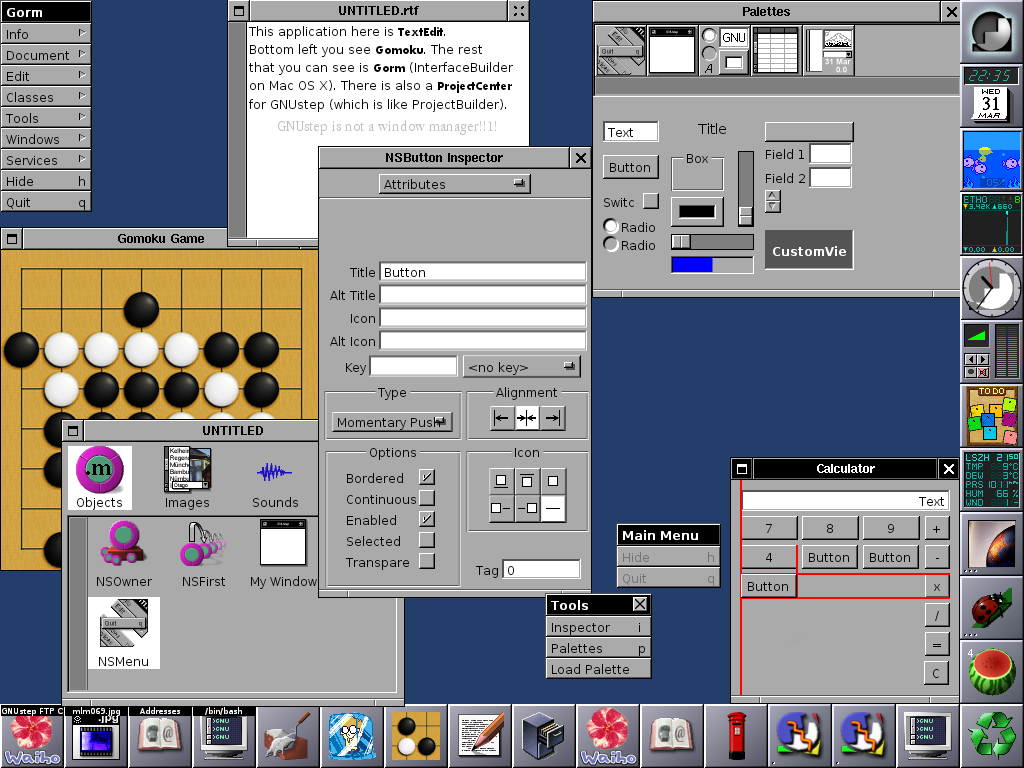
GNUstep
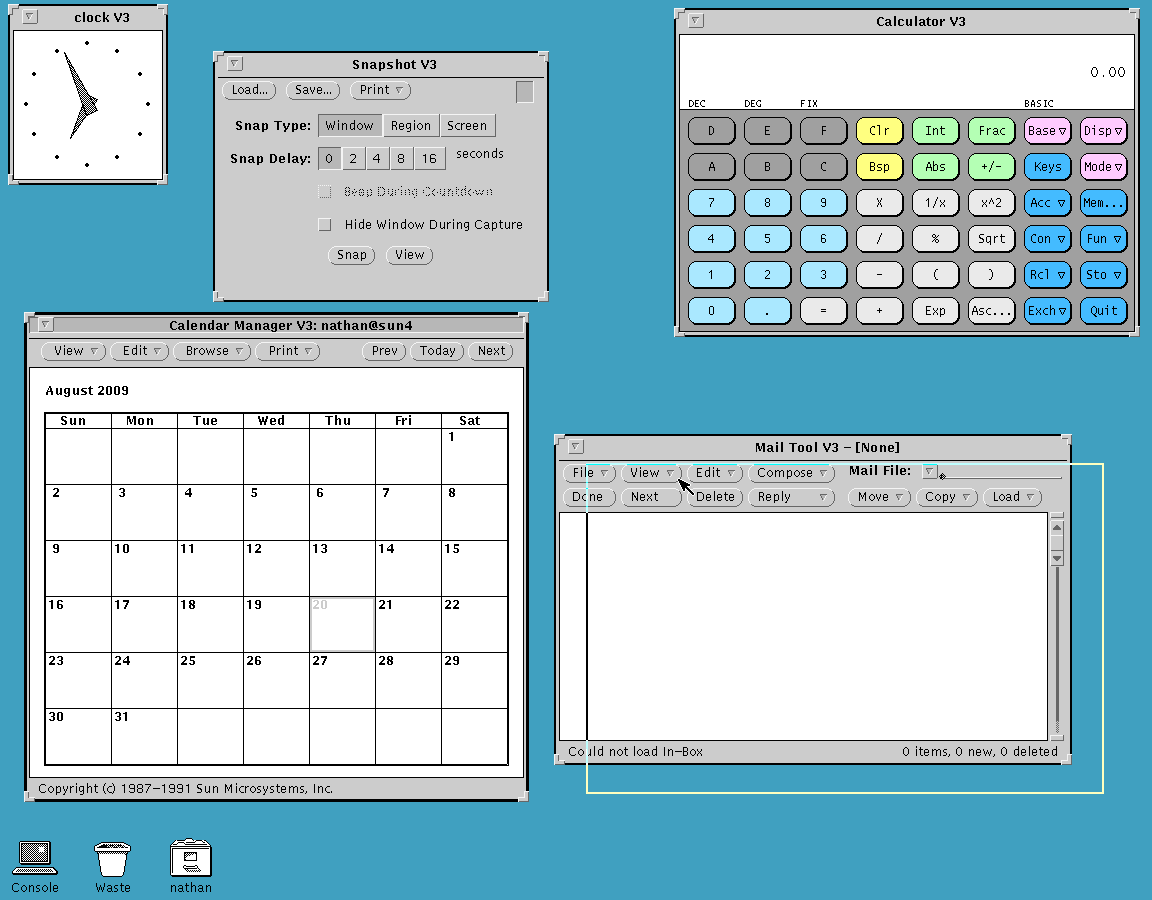
OpenWindows în SunOS 4.1.4
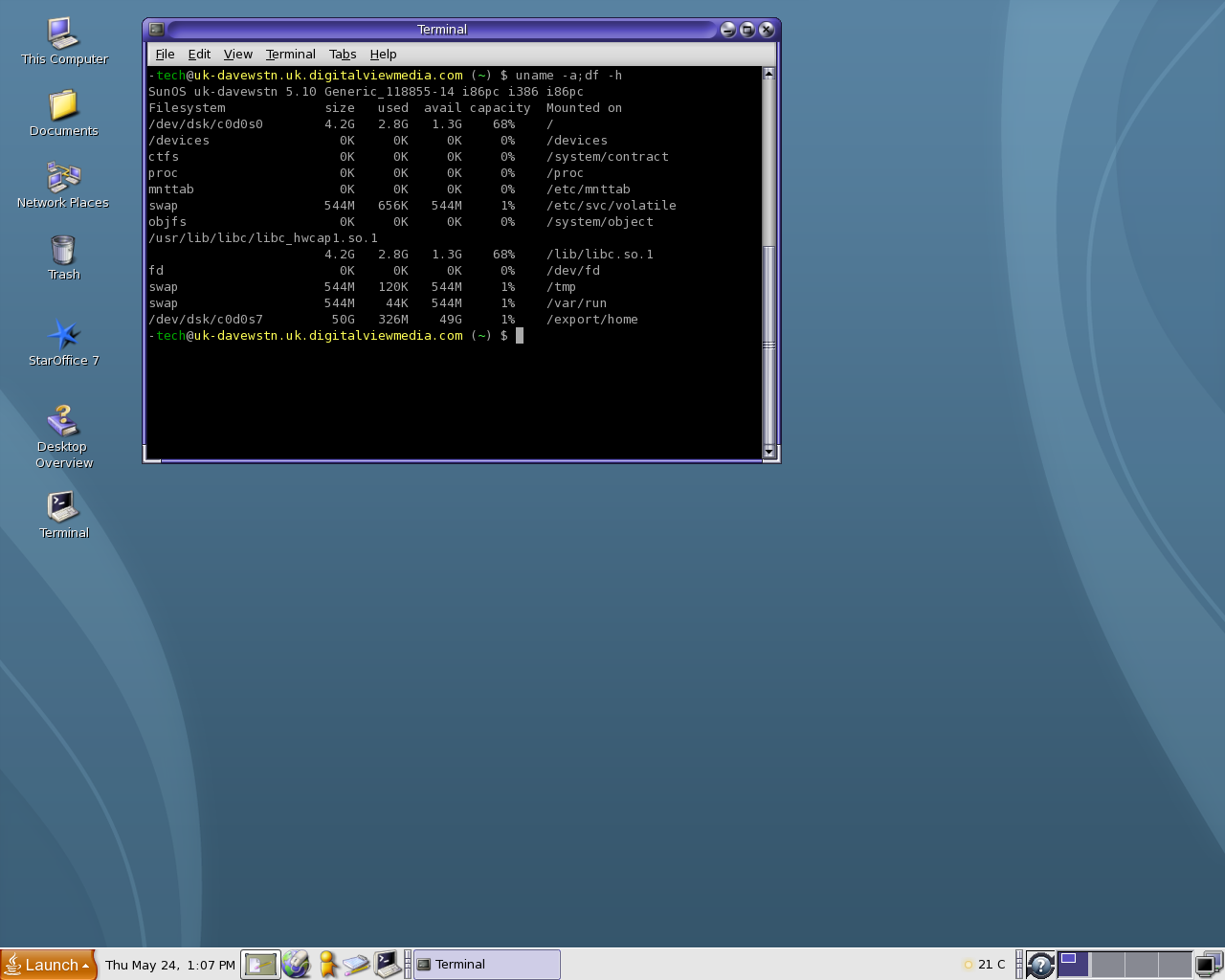
Java Desktop System Release 3